# Fortifications de Montivilliers
Les fortifications de Montivilliers sont des fortifications situées sur la commune de Montivilliers dans le département de la Seine-Maritime, en région Normandie.

## Historique
Les fortifications (restes des anciennes) sont inscrites au titre des monuments historiques par arrêté du 14 décembre 1928.